# 간헐성파행증
간헐성파행증(intermittent claudication, vascular claudication)은 동맥질환에서 가장 흔한 증상이다. 간헐파행은 운동을 하면 근육에 경련성 통증이 나타나고 휴식을 취하면 통증이 완화되는 상태가 반복되는 것이다. 통증은 주로 엉덩이나 장딴지에 나타나며 동맥경화증이 있는 동맥 가지 부위를 따라서 발생한다. 대상자에 따라 다양한 양상을 보이지만 보통 피로감, 근육경련, 무감각, 절뚝거림을 동반하며 근육을 만져보면 늘어져있다. 간헐파행의 원인은 근육수축으로 인한 젖산이 조직 내에 축적되거나 신경말단주위 조직에 화학물질이나 히스타민이 분비되어 나타나는 것으로 추정한다(정확한 원인은 알려져있지 않음). 혈관이 75% 이상 폐쇄될 때 나타난다.

## 같이 보기
- 운동 불내성
- 말초동맥질환